# Chascotheca neopeltandra
Chascotheca neopeltandra là một loài thực vật có hoa trong họ Diệp hạ châu. Loài này được (Griseb.) Urb. mô tả khoa học đầu tiên năm 1904.